# Highway Star
Pour les articles homonymes, voir Highway.
Highway Star est l’un des plus fameux morceaux du groupe de rock anglais Deep Purple. Il se démarque par un long solo de guitare et d’orgue Hammond.
Highway Star est considéré comme l’un des premiers exemples de speed metal, — il sort dans l’album Machine Head paru en 1972.

## Histoire
Le titre est né dans un car de tournée en 1971, lorsqu'un journaliste a demandé au groupe comment ils composaient leurs chansons. Pour exemple, le guitariste Ritchie Blackmore a pris une guitare acoustique et a commencé à jouer un riff qui était constitué d'un simple "sol" répété en boucle, pendant que le chanteur Ian Gillan improvisait des paroles par-dessus. La chanson a été affinée et jouée le soir même.

## Reprises
- Highway Star a été repris par Metal Church, et plus tard par Type O Negative.
- Une version instrumentale fut utilisée dans le jeu Rock N' Roll Racing de Silicon and Synapse.
- La version originale existe sur le jeu Rock Band de Electronic Arts / Harmonix. On pense que cette chanson est "l'anthem" du jeu.
- Une reprise de cette chanson est aussi présente dans le jeu Elite Beat Agents de Nintendo et développé par iNiS. Certains passages de la chanson originale ont été coupés.
- Il existe également une reprise live de ce titre par le groupe de rock sudiste Point Blank en 1980 sur l'album The Hard Way (le solo est fait par les 2 guitaristes).
- Elle est également l'une des chansons diffusées par la radio "Liberty Rock" dans GTA 4 : Episodes from Liberty City (extension de GTA 4).
- Le morceau est repris par Joe Satriani, Glenn Hughes et Chad Smith (Chickenfoot) sur l'album réalisé en hommage à Deep Purple, Re-Machined: A Tribute To Deep Purple’s Machine Head (2012)
- On peut entendre cette reprise dans la saison 3 de la série The Expanse, dans l'épisode 7 (Delta-V). Le morceau a été composé par Cory Todd.